# Ascanio ou l'Orfèvre du roi

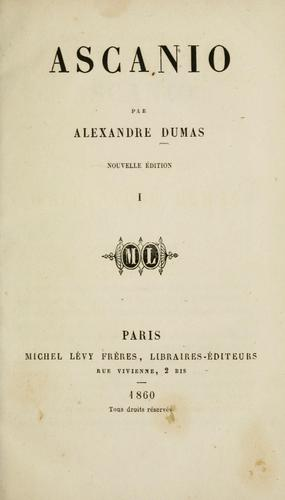
Page de garde du roman Ascanio d'Alexandre Dumas, édition de 1860 à Paris

Ascanio ou l’orfèvre du roi est un roman d'Alexandre Dumas, publié en 1843.
L’histoire se situe dans les années 1540, sous le règne de François 1er. L’orfèvre et sculpteur italien Benvenuto Cellini, en conflit avec le pape Paul III, fuit l’Italie pour être accueilli à la cour de France. Pendant son séjour en France, il va être en butte à l’inimitié de la duchesse d’Étampes, alors maîtresse de François 1er. 
Le livre est centré sur le personnage d’Ascanio, jeune apprenti de Cellini, qui accompagne son maître en France. Ascanio tombe amoureux de Colombe, la fille du prévôt de Paris Robert d’Estourville, et auprès d’elle Cellini est son rival. Mais finalement Cellini renonce à Colombe et aide Ascanio à triompher des intrigues de Mme d’Étampes et de Robert d’Estourville, qui projetaient un autre mariage pour la jeune fille. 
Comme dans la plupart des romans de Dumas, l’histoire part d’une base historique avec des personnages réels (Cellini, la duchesse d’Étampes…) sur laquelle viennent se greffer des développements fictionnels.